# Jocelyn Gill
Jocelyn Gill (1916 – 26 de abril de 1984) fue una astrónoma estadounidense que trabajó para la NASA. 

## Biografía
Jocelyn R. Gill se graduó en el Wellesley College en 1938. Trabajó en el Mount Holyoke College como asistenta de laboratorio e instructora de astronomía, antes de ser contratada en el Instituto de Tecnología de Massachusetts y de recibir su Doctorado en la Universidad de Yale en 1959. Gill se unió a la NASA en 1961, donde trabajó en el programa espacial tripulado, realizó investigaciones, ocupó el cargo de jefa de ciencia en vuelo desde 1963 hasta 1966 y trabajó en el Proyecto Géminis. Participó en un vuelo de eclipse solar en julio de 1963 en el que observó la corona del sol y tuvo como objetivo enseñar a los astronautas que viajaban con ella sobre astronomía; un campo en el que no se requería que estuviesen informados.
Gill fue miembro de la Asociación Estadounidense para el Avance de la Ciencia y recibió el Premio Federal para Mujeres en 1966. Gill fue diagnosticada con esclerosis múltiple y en 1966 recibió un premio de la Sociedad Nacional de Esclerosis Múltiple por ser la mujer del año. Murió a causa de la enfermedad en abril de 1984 a los 67 años de edad.